# Saïd Ben Saïd
Saïd Ben Saïd (Tunisi, 11 luglio 1966) è un produttore cinematografico tunisino attivo nel cinema francese.

## Biografia
Cresciuto nella periferia di Tunisi da padre ingegnere e madre casalinga, arriva a Parigi all'età di 18 anni per gli studi superiori. Lavora come ingegnere alla Lyonnaise des Eaux-Dumez. Cinefilo sin da bambino, quando si faceva spedire da un diplomatico amico dei genitori stanziato a Bruxelles delle videocassette registrate su FR3 di film altrimenti inediti in Tunisia, cerca poi di entrare a La Fémis, ma vi fallisce l'esame d'ammissione. Grazie a Thomas Valentin, cugino della sua prima moglie, che gli offre un posto nel settore acquisizioni del gruppo M6, riesce però a entrare comunque nell'ambiente.
Nel 1996 passa alla Union Générale Cinématographique (UGC), lavorando prima alle vendite internazionali e poi come produttore sia di film d'autore come quelli di André Téchiné che di commedie popolari. Nel 2010 lascia l'UGC per fondare la propria casa di produzione, la SBS Productions, con cui produce autori internazionali come Roman Polański, Brian De Palma, David Cronenberg e Paul Verhoeven. Secondo Le Point nel 2017, è «una delle figure chiave della produzione indipendente». Lo stesso anno vince il premio César per il miglior film per il film di Verhoeven Elle.

### Vita privata
Si dichiara «chevènementista dall'età di 20 anni». Nel 1992 ha votato No al referendum sul Trattato di Maastricht.

## Filmografia
- Furore cieco (Total Western), regia di Éric Rochant (2000)
- Lontano (Loin), regia di André Téchiné (2001)
- Sta' zitto... non rompere (Tais-toi!), regia di Francis Veber (2003)
- Les Dalton, regia di Philippe Haïm (2004)
- I testimoni (Les Témoins), regia di André Téchiné (2007)
- Il sole nero, regia di Krzysztof Zanussi (2007)
- Il killer (Le Tueur), regia di Cédric Anger (2007)
- Alibi e sospetti (Le Grand Alibi), regia di Pascal Bonitzer (2008)
- Inju, la bête dans l'ombre, regia di Barbet Schroeder (2008)
- La Fille du RER, regia di André Téchiné (2009)
- Lucky Luke, regia di James Huth (2009)
- Chicas, regia di Yasmina Reza (2010)
- Crime d'amour, regia di Alain Corneau (2010)
- Gli imperdonabili (Impardonnables), regia di André Téchiné (2011)
- Carnage, regia di Roman Polański (2011)
- Cherchez Hortense, regia di Pascal Bonitzer (2012)
- Passion, regia di Brian De Palma (2012)
- Un castello in Italia, regia di Valeria Bruni Tedeschi (2013)
- La gelosia (La Jalousie), regia di Philippe Garrel (2013)
- Maps to the Stars, regia di David Cronenberg (2014)
- Valentin Valentin, regia di Pascal Thomas (2014)
- All'ombra delle donne (L'Ombre des femmes), regia di Philippe Garrel (2016)
- Aquarius, regia di Kleber Mendonça Filho (2016)
- Elle, regia di Paul Verhoeven (2016)
- Tout de suite maintenant, regia di Pascal Bonitzer (2016)
- Nemesi (The Assignment), regia di Walter Hill (2016)
- L'amant d'un jour, regia di Philippe Garrel (2017)
- Place publique, regia di Agnès Jaoui (2018)
- Synonymes, regia di Nadav Lapid (2019)
- Bacurau, regia di Kleber Mendonça Filho e Juliano Dornelles (2019)
- Frankie, regia di Ira Sachs (2019)
- Les Envoûtés, regia di Pascal Bonitzer (2019)
- Benedetta, regia di Paul Verhoeven (2021)
- Bonne Mère, regia di Hafsia Herzi (2021)
- Ancora un'estate (L'Été dernier), regia di Catherine Breillat (2023)
- Passages, regia di Ira Sachs (2023)
- The Shrouds - Segreti sepolti, regia di David Cronenberg (2024)

## Riconoscimenti
- Premio BAFTA
  - 2018 – Candidatura al miglior film non in lingua inglese per Elle
- Premio César
  - 2017 – Miglior film per Elle
- Gotham Independent Film Awards
  - 2021 - Candidatura film internazionale per Bacurau
  - 2021 - Candidatura all'Audience Award
  - 2023 - Candidatura al miglior film per Passages
- European Film Award
  - 2016 – Candidatura al miglior film per Elle